# UCI World Tour 2017
UCI World Tour 2017 var den syvende udgave af UCI World Tour. Den indeholdt 37 endags- og etapeløb i Europa, Mellemøsten, Australien, Nordamerika og Kina. Hele elleve løb var nye på World Tour-kalenderen. Tour of Qatar blev dog i december 2016 aflyst grundet problemer med at tiltrække økonomiske sponsorere.

## Løb
| Start     | Slut      | Løb                                                | Vinder |
| --------- | --------- | -------------------------------------------------- | --- |
| 17. jan   | 22. jan   | Tour Down Under (2017)                             | Richie Porte (BMC) Etaper: Ewan, Porte, Ewan, Ewan, Porte, Ewan |
| 29. jan   |           | Cadel Evans Great Ocean Road Race* (2017)          | Nikias Arndt (SUN) |
| 6. feb    | 10. feb   | Tour of Qatar*                                     | aflyst |
| 23. feb   | 26. feb   | Abu Dhabi Tour* (2017)                             | Rui Costa (UAD) Etaper: Cavendish, Kittel, Costa, Ewan |
| 25. feb   |           | Omloop Het Nieuwsblad* (2017)                      | Greg Van Avermaet (BMC) |
| 4. marts  |           | Strade Bianche* (2017)                             | Michał Kwiatkowski (SKY) |
| 5. marts  | 12. marts | Paris-Nice (2017)                                  | Sergio Henao (SKY) Etaper: Démare, Colbrelli, Bennett, Alaphilippe (ITT), Greipel, S. Yates, Porte, de la Cruz |
| 8. marts  | 14. marts | Tirreno-Adriatico (2017)                           | Nairo Quintana (MOV) Etaper: BMC Racing Team, Thomas, P. Sagan, N. Quintana, P. Sagan, Gaviria, Dennis (ITT) |
| 18. marts |           | Milano-Sanremo (2017)                              | Michał Kwiatkowski (SKY) |
| 20. marts | 26. marts | Catalonien Rundt (2017)                            | Alejandro Valverde (MOV) Etaper: Cimolai, BMC Racing Team, Valverde, Bouhanni, Valverde, Impey, Valverde |
| 22. marts |           | Dwars door Vlaanderen* (2017)                      | Yves Lampaert (QST) |
| 24. marts |           | E3 Harelbeke (2017)                                | Greg Van Avermaet (BMC) |
| 26. marts |           | Gent-Wevelgem (2017)                               | Greg Van Avermaet (BMC) |
| 2. april  |           | Flandern Rundt (2017)                              | Philippe Gilbert (QST) |
| 3. april  | 8. april  | Baskerlandet Rundt (2017)                          | Alejandro Valverde (MOV) Etaper: Matthews, Albasini, de la Cruz, Roglič, Valverde, Roglič |
| 9. april  |           | Paris-Roubaix (2017)                               | Greg Van Avermaet (BMC) |
| 16. april |           | Amstel Gold Race (2017)                            | Philippe Gilbert (QST) |
| 19. april |           | La Flèche Wallonne (2017)                          | Alejandro Valverde (MOV) |
| 23. april |           | Liège-Bastogne-Liège (2017)                        | Alejandro Valverde (MOV) |
| 25. april | 30. april | Romandiet Rundt (2017)                             | Richie Porte (BMC) Etaper: Felline, Albasini, Küng, Viviani, Yates, Roglič |
| 1. maj    |           | Rund um den Finanzplatz Eschborn-Frankfurt* (2017) | Alexander Kristoff (KAT) |
| 6. maj    | 28. maj   | Giro d'Italia (2017)                               | Tom Dumoulin (SUN) Etaper: Pöstlberger, Greipel, Gaviria, Polanc, Gaviria, Dillier, Ewan, G. Izagirre, N. Quintana, T. Dumoulin (ITT), Fraile, Gaviria, Gaviria, T. Dumoulin, Jungels, Nibali, Rolland, van Garderen, Landa, Pinot, van Emden (ITT) |
| 14. maj   | 21. maj   | Tour of California* (2017)                         | George Bennett (TLJ) Etaper: Kittel, Majka, Sagan, Huffman, Talansky, Dibben (ITT), Huffman |
| 4. jun    | 11. jun   | Critérium du Dauphiné (2017)                       | Jakob Fuglsang (AST) Etaper: De Gendt, Démare, Bouwman, Porte, Bauhaus, Fuglsang, Kennaugh, Fuglsang |
| 10. jun   | 18. jun   | Tour de Suisse (2017)                              | Simon Špilak (KAT) Etaper: Dennis (ITT), Gilbert, Matthews, Warbasse, Sagan, Pozzovivo, Špilak, Sagan, Dennis (ITT) |
| 1. jul    | 23. jul   | Tour de France (2017)                              | Chris Froome (SKY) Etaper: Thomas (ITT), Kittel, Sagan, Démare, Aru, Kittel, Kittel, Calmejane, Urán, Kittel, Kittel, Bardet, Barguil, Matthews, Mollema, Matthews, Roglič, Barguil, Boasson Hagen, Bodnar (ITT), Groenewegen                       |
| 29. jul   | 4. aug    | Polen Rundt (2017)                                 | Dylan Teuns (BMC) Etaper: P. Sagan, Modolo, Teuns, Ewan, D. van Poppel, Haig, Poels |
| 29. jul   |           | Clásica de San Sebastián (2017)                    | Michał Kwiatkowski (SKY) |
| 30. jul   |           | RideLondon-Surrey Classic* (2017)                  | Alexander Kristoff (KAT) |
| 7. aug    | 13. aug   | BinckBank Tour (2017)                              | Tom Dumoulin (SUN) Etaper: P. Sagan, Küng (ITT), P. Sagan, Theuns, Boom, Wellens, Stuyven |
| 19. aug   | 10. sep   | Vuelta a España (2017)                             | Chris Froome (SKY) Etaper: BMC Racing Team, Lampaert, V. Nibali, Trentin, Lutsenko, Marczyński, Mohorič, Alaphilippe, Froome, Trentin, López, Marczyński, Trentin, Majka, López, Froome (ITT), Denifl, Armée, De Gendt, Contador, Trentin           |
| 20. aug   |           | EuroEyes Cyclassics (2017)                         | Elia Viviani (SKY) |
| 27. aug   |           | Bretagne Classic Ouest-France (2017)               | Elia Viviani (SKY) |
| 8. sep    |           | Grand Prix Cycliste de Québec (2017)               | Peter Sagan (BOH) |
| 10. sep   |           | Grand Prix Cycliste de Montréal (2017)             | Diego Ulissi (UAE) |
| 7. okt    |           | Lombardiet Rundt (2017)                            | Vincenzo Nibali (TBM) |
| 10. okt   | 15. okt   | Tyrkiet Rundt* (2017)                              | Diego Ulissi (UAE) Etaper: S. Bennett, S. Bennett, S. Bennett, Ulissi, S. Bennett, Theuns |
| 19. okt   | 24. okt   | Tour of Guangxi* (2017)                            | Tim Wellens (LTS) Etaper: Gaviria, Gaviria, Gaviria, Wellens, Groenewegen, Gaviria |

*Første indtræden på kalenderen

## Hold

### UCI World Team
De 18 World Teams i 2017-sæsonen.
| Kode | Navn                 | Land                       |
| ---- | -------------------- | -------------------------- |
| ALM  | Ag2r-La Mondiale     | Frankrig                   |
| AST  | Astana Pro Team      | Kasakhstan                 |
| TBM  | Bahrain-Merida       | Bahrain                    |
| BMC  | BMC Racing Team      | USA                        |
| BOH  | Bora-Hansgrohe       | Tyskland                   |
| CDT  | Cannondale-Drapac    | USA                        |
| DDD  | Dimension Data       | Sydafrika                  |
| FDJ  | FDJ                  | Frankrig                   |
| LTS  | Lotto-Soudal         | Belgien                    |
| MOV  | Movistar Team        | Spanien                    |
| ORS  | Orica-Scott          | Australien                 |
| QST  | Quick-Step Floors    | Belgien                    |
| KAT  | Team Katusha-Alpecin | Schweiz                    |
| TLJ  | Team LottoNL-Jumbo   | Holland                    |
| SKY  | Team Sky             | Storbritannien             |
| SUN  | Team Sunweb          | Tyskland                   |
| TFS  | Trek-Segafredo       | USA                        |
| UAD  | UAE Team Emirates    | Forenede Arabiske Emirater |

## Ranking

### Individuelt
| Rang | Navn                     | Hold                 | Point |
| ---- | ------------------------ | -------------------- | ----- |
| 1    | Greg Van Avermaet (BEL)  | BMC Racing Team      | 3582  |
| 2    | Chris Froome (GBR)       | Team Sky             | 3452  |
| 3    | Tom Dumoulin (NED)       | Team Sunweb          | 2545  |
| 4    | Peter Sagan (SVK)        | Bora-Hansgrohe       | 2544  |
| 5    | Vincenzo Nibali (ITA)    | Bahrain-Merida       | 2196  |
| 6    | Michał Kwiatkowski (POL) | Team Sky             | 2171  |
| 7    | Alejandro Valverde (ESP) | Movistar Team        | 2105  |
| 8    | Daniel Martin (IRL)      | Quick-Step Floors    | 2050  |
| 9    | Michael Matthews (AUS)   | Team Sunweb          | 2049  |
| 10   | Alberto Contador (ESP)   | Trek-Segafredo       | 1987  |
| 11   | Philippe Gilbert (BEL)   | Quick-Step Floors    | 1893  |
| 12   | Richie Porte (AUS)       | BMC Racing Team      | 1882  |
| 13   | Nairo Quintana (COL)     | Movistar Team        | 1811  |
| 14   | Alexander Kristoff (NOR) | Team Katusha-Alpecin | 1806  |
| 15   | Ilnur Zakarin (RUS)      | Team Katusha-Alpecin | 1686  |
| 16   | Diego Ulissi (ITA)       | UAE Team Emirates    | 1569  |
| 17   | Bauke Mollema (NED)      | Trek-Segafredo       | 1524  |
| 18   | Julian Alaphilippe (FRA) | Quick-Step Floors    | 1465  |
| 19   | Romain Bardet (FRA)      | Ag2r-La Mondiale     | 1464  |
| 20   | Rigoberto Urán (COL)     | Cannondale-Drapac    | 1360  |
| 21   | Tim Wellens (BEL)        | Lotto-Soudal         | 1326  |
| 22   | Thibaut Pinot (FRA)      | FDJ                  | 1317  |
| 23   | Ion Izagirre (ESP)       | Bahrain-Merida       | 1276  |
| 24   | Domenico Pozzovivo (ITA) | Ag2r-La Mondiale     | 1275  |
| 25   | Sergio Henao (COL)       | Team Sky             | 1266  |

- 436 ryttere scorede point.